# Litio tetrametilpiperidina
La litio tetrametilpiperidina o LiTMP è una base organica non nucleofila.
È solitamente sintetizzata da 2,2,6,6-tetrametilpiperidina e n-butillitio a -78 °C, ma studi recenti hanno riportato come questa reazione sia impedita e avvenga meglio a 0 °C.
Il composto è solubile e stabile in una miscela di THF/etilbenzene e generalmente commercializzato come soluzione in tale miscela. Viene utilizzata nella formazione di enolati come base forte per deprotonare derivati carbonilici e carbossilici, ed eseguendo la reazione sotto controllo cinetico è possibile sfruttare il suo elevato ingombro sterico per rimuovere il protone meno ingrombato e generare l'enolato meno sostituito.